# الطاهر عويدة

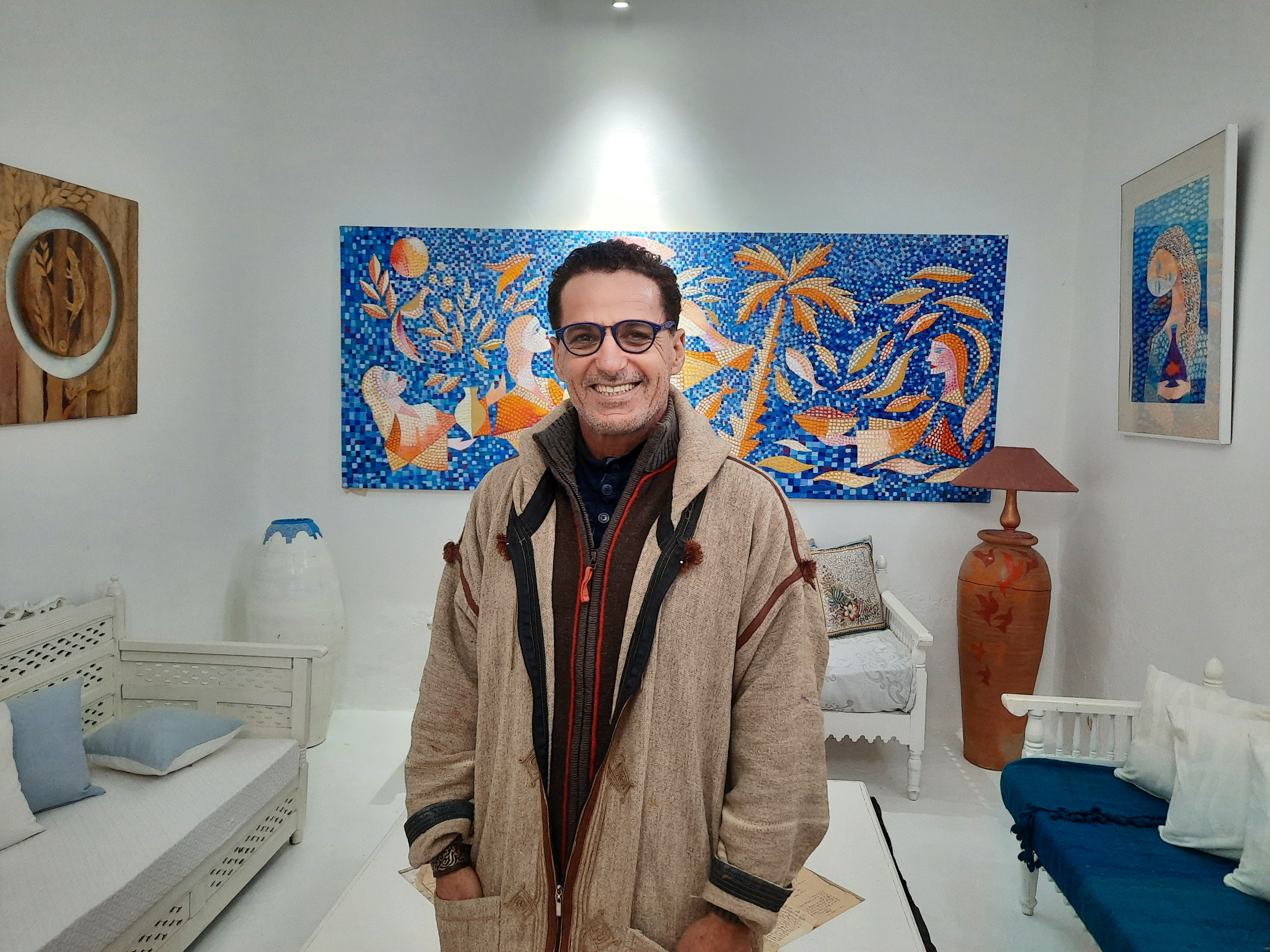
صورة للطّاهر عويدة

الطّاهر عويدة فنّان تشكيلي تونسي ولد سنة 1964 أصيل مدينة جرجيس. عضو بالرابطة الدولية للفنانين التشكيليين واتحاد الفنانين التشكيليين التونسيين وأحد مؤسّسي مهرجان الفنون التشكيلية بجرجيس سنة 2001.

## مسيرته
عمل الطّاهر عويدة أستاذا في جرجيس من سنة 1987 إلى سنة 2003 ثمّ تفرّغ إلى الفن التّشكيلي حيث أسّس ورشته الخاصّة بجزيرة جربة. قام بالعديد من المعارض التشكيلية منذ سنة 2007 في تونس وخارجها مثل فرنسا، ألمانيا، أمريكا، إيطاليا وبلجيكا كما أثّث لقاء الفن المعاصر بفلوريدا بالولايات المتّحدة سنة 2017.

تعرّض سنة 2015 لحادث، أثناء غوصه في البحر المتوسّط، تسبّب له في شلل نصفي ممّا أجبره على الإقامة في أحد المستشفيات الايطاليّة لتلقّي العلاج لفترة استغلّها في ممارسة فنّه وإقامة معرض مفتوح بالمستشفى.

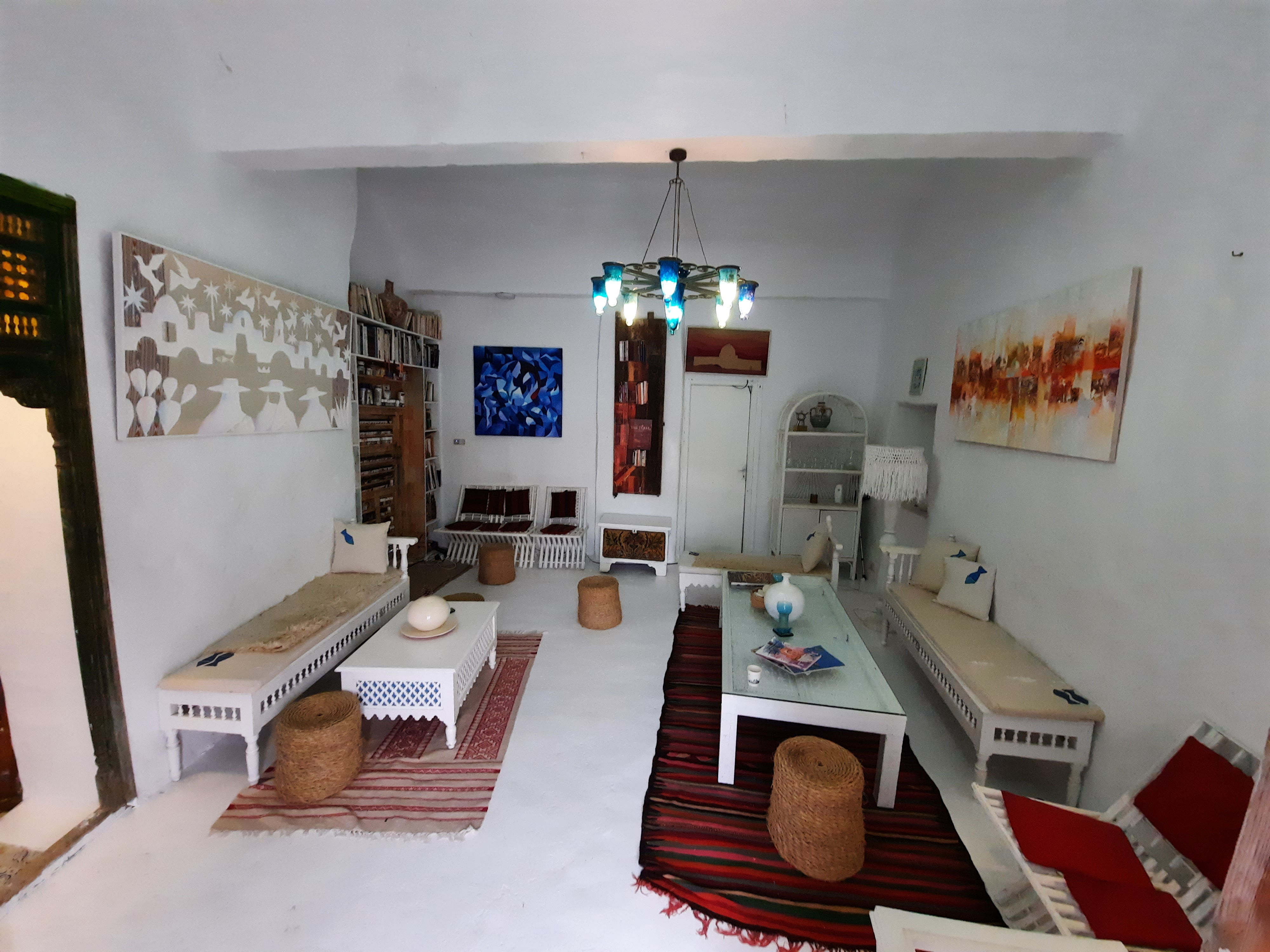
ورشة الطّاهر عويدة بجربة
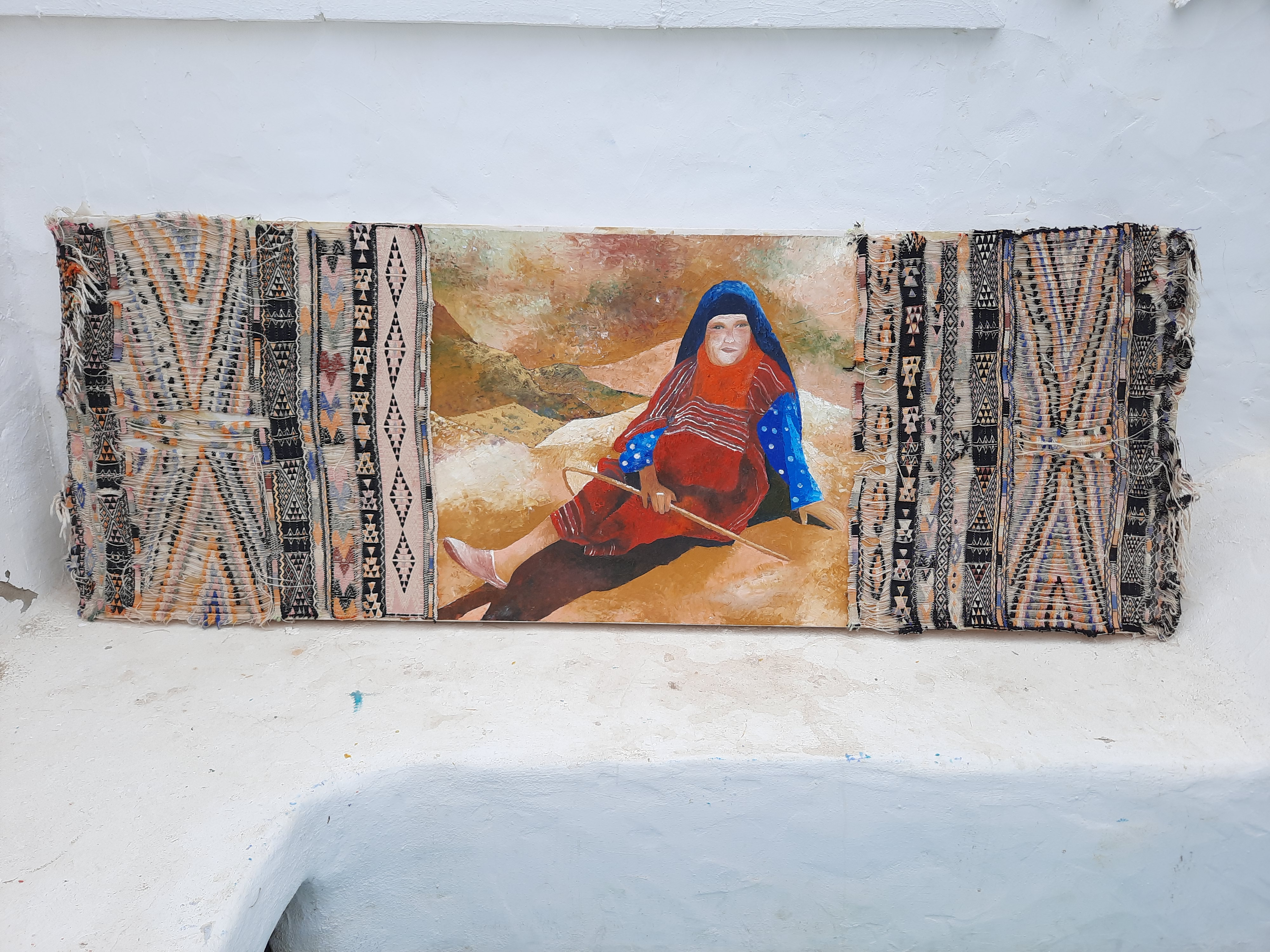
لوحة من أعمال الطّاهر عويدة
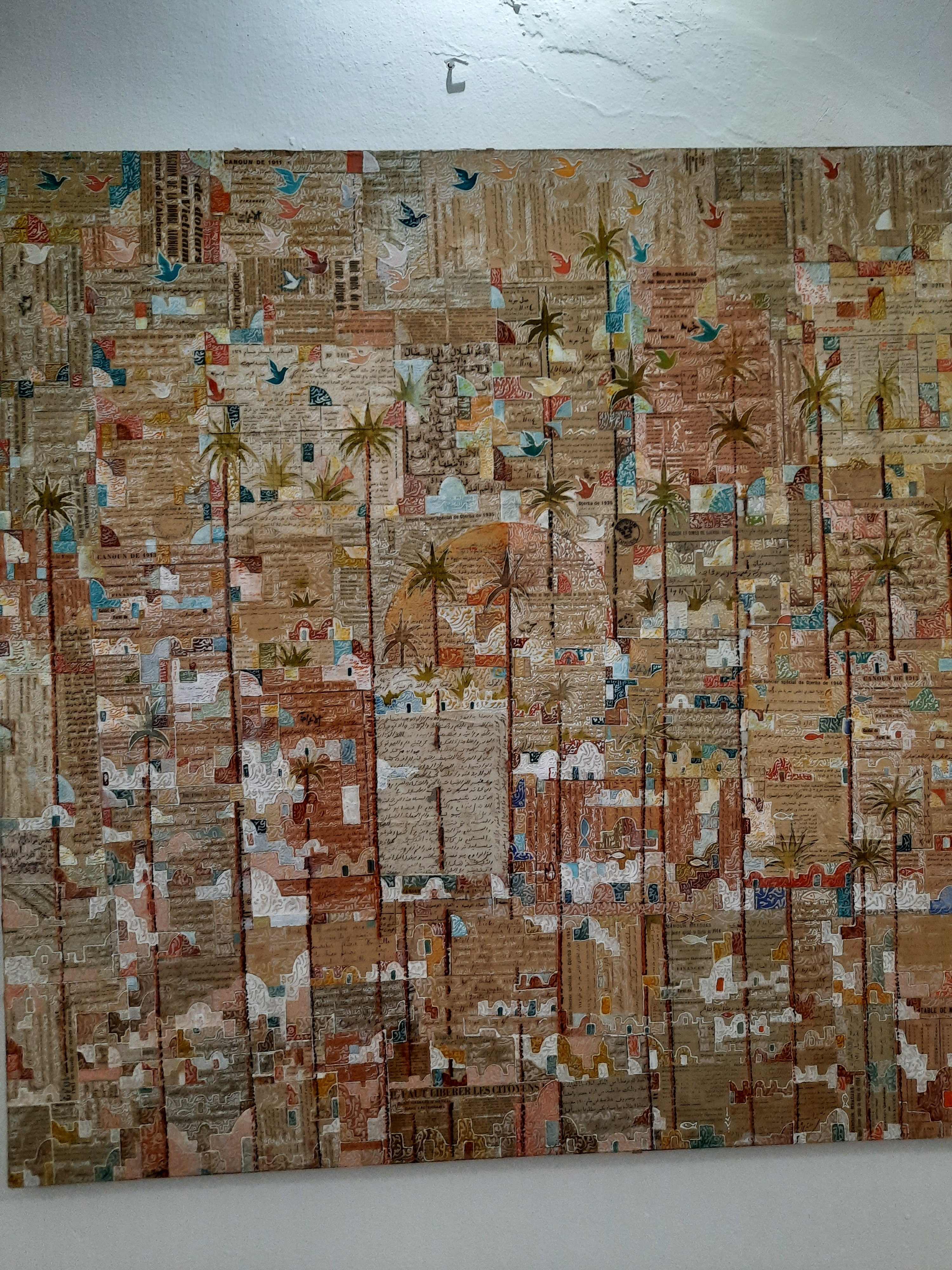
لوحة من أعمال الطّاهر عويدة

## معارضه
من أهم المعارض التي قام بها:
- 2011: روائع المتوسّط بباريس فرنسا[3]
- 2011: دخول حر بسكرة تونس[9]
- 2016: فن وحياة بتونس[6]
- 2020: نشيدالحياة بسيدي بوسعيد تونس[10]